# Winsviertel

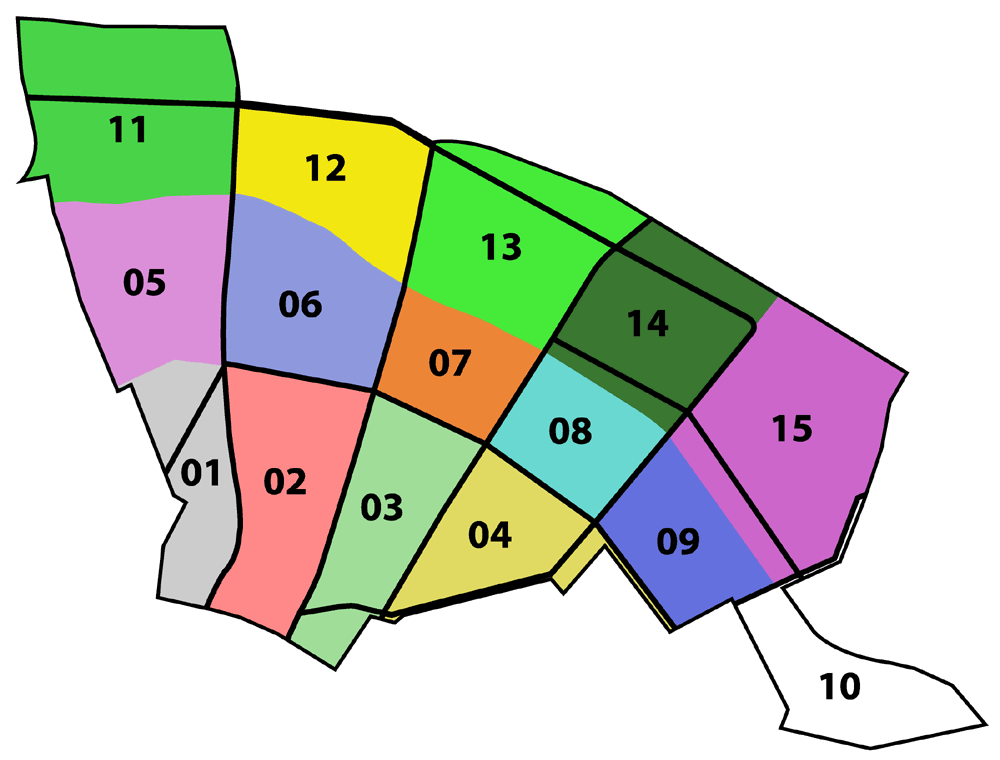
Kieze van Prenzlauer Bergs: Het Winsviertel is in het groen aangeduid met nummer 03.

Het Winsviertel (Winskwartier) is een woonbuurt (Kiez) in het Berlijnse stadsdeel Prenzlauer Berg en is genoemd naar de centraal gelegen Winsstraße, die op haar beurt genoemd is naar de grondbezitter en burgemeester Thomas Wins (15e eeuw).
Onder Winsviertel wordt het gebied tussen de Danziger Straße, de Greifswalder Straße, de Mollstraße en de Prenzlauer Allee verstaan. Centrum van de buurt is de Winsstraße. Aangrenzende woonbuurten zijn het Ernst-Thälmann-Park, het Bötzowviertel en de Kollwitzkiez. In het zuiden grenst de buurt aan het stadsdelen Mitte en Friedrichshain.

## Bron
- Dit artikel of een eerdere versie ervan is een (gedeeltelijke) vertaling van het artikel Winsviertel op de Duitstalige Wikipedia, dat onder de licentie Creative Commons Naamsvermelding/Gelijk delen valt. Zie de bewerkingsgeschiedenis aldaar.